# Whore of the Orient
Whore of the Orient é um jogo eletrônico de ação-aventura cancelado, que chegou a ser desenvolvido pela australiana Team Bondi para Microsoft Windows, PlayStation 4 e Xbox One. O jogo estava previsto para 2015, mas foi oficialmente cancelado em 2016.

## Cenário
Se passa no ano de 1936, na corrupta cidade de Xangai que na época estava nas mãos do ocidente, repleta de quadrilhas de criminosos e problemas políticos. O partido Kuomintang impiedosamente oprime o comunismo, enquanto a polícia internacional tenta manter a paz.

## Desenvolvimento
Depois de lançar o jogo L.A. Noire (2011), a Team Bondi procurou outros estúdios para fazer parcerias para o próximo título, similares à antiga parceria com a Rockstar Games. Disseram que nenhum estúdio mostrou interesse, devido a alegações anteriores de práticas de trabalho antiéticas na Team Bondi. Em agosto de 2011, Kennedy Miller Mitchell (KMM) comprou a Team Bondi e a equipe foi dada a opção de aderir e continuar com KMM. A equipe foi absorvida e o desenvolvimento de Whore of the Orient continuou. A Warner Bros. Interactive Entertainment disse que foi excluída da parceria em 2012 Em 2013, houve rumores de que a antiga equipe da Team Bondi tinha sido demitida e que o jogo teria sido posto de lado. Doug Mitchell da Kennedy Miller Mitchell comentou que a companhia não desistiu do projeto, eles só estão procurando o investidor correto mas não confirmou nem negou a situação da equipe antiga da Team Bondi. KMM recebeu US$200,000 de uma empresa australiana
O jogo sugere uma narrativa de ação e aventura, similar ao L.A. Noire. A tecnologia de captura facial MotionScan será reusada. Cenas do jogo vazaram em agosto de 2013, descrevendo os combates. O nome do jogo foi criticado em setembro de 2013; Jieh-Yung Lo, um conselheiro da cidade de Monash, disse que a palavra "Oriente" desgraça a cultura chinesa, e é um termo racista mas inexplicavelmente não se incomodou com a palavra "whore" (prostituta).